# Nördliches Mittelgebirge
Koordinaten: 47° 18′ N, 11° 31′ O
Das Nördliche Mittelgebirge ist die Talterrasse des Inntals bei Innsbruck und Hall in Tirol. Es stellt jenen Teil des Tiroler Mittelgebirges dar, der am Fuß des Karwendelgebirges, liegt.

## Geographie
Das Nördliche Mittelgebirge ist die Hangschulter der Nordkette und Gleirsch-Halltal-Kette, zwischen Martinswand westlich und Vompertal östlich. Es erstreckt sich mit einer Breite von um 1–2 Kilometer auf etwa 25 Kilometer Länge in einem Höhenbereich von 700 bis 900 m, und damit rund 100 bis 300 m über dem Inntal.
Es gehört zur Region Mittelinntal, man kann es auch schon zum Unterinntal rechnen, wenn man dessen Grenze zum Oberinntal an der Melachmündung bei Zirl sieht.
Westlich schließt sich das Seefelder Plateau an, das zwischen Telfs und Zirl in steileren Felswänden zum Inntal abbricht. Östlich folgt der Vomperberg. Gegenüber im Inntal liegt das etwas höhere Südliche Mittelgebirge.
Im und am nördlichen Mittelgebirge liegen die Innsbrucker Stadtteile Kranebitten, Allerheiligenhöfe, Sadrach und Hötting (jeweils am Fuß), Hungerburg, in einer leichten Abflachung der Terrassenflur Mühlau und Arzl, und die Dörfer Rum, Thaur und Absam (und dort im Inntal unterhalb Hall und Mils), sowie Gnadenwald, Eggen und Umlberg, und unterhalb Baumkirchen, Fritzens, Terfens, Vomperbach sowie Vomp (jeweils am Fuß am Inn). Der höhergelegene östliche Abschnitt, ab dem Weißenbach (Halltal), wird speziell Gnadenwalder Terrasse und ab der Stanser Klamm (Larchtal) auch schon Vomperberg genannt.
Die Gemeinden um Hall bilden den Planungsverband Hall und Umgebung, eine Entwicklungsregionen für die regionale Raumordnung des Landes. Die Orte des zentralen nördlichen Mittelgebirgs firmieren als MARTHA-Dörfer.